# 曹亮吉
曹亮吉（1943年—2021年3月17日），台灣作家、數學家、教育工作者。

## 經歷
曹亮吉於1943年生於東京，三歲返台。台北市建國中學畢業後進國立台灣大學數學系讀書，服完預備軍官役後到美國留學，在美國芝加哥大學取得博士學位，1976年回台灣，在國立台灣大學數學系任副教授，1979年升正教授，於2001年退休。多年來以「阿草」為筆名，致力於數學與科普寫作。
曾任《中國數學雜誌》（現改名為《台灣數學期刊》）總編輯、《科學月刊》總編輯，曾擔任大學入學考試中心顧問。 
曾應李遠哲邀請，在1994年到1996年間出任行政院教育改革審議委員會委員，他親口說：「我的教育學分是在那裡學的，所有有關教育，教育改革、教育文化，都是在改革委員會學的，所以在改革委員會裡對我有不少幫助，至少我像是得到一個碩士。」
2021年3月17日，曹亮吉逝世。

## 著作
- 《阿草的葫蘆》
- 《微積分基本要義》
- 《從月曆學數學》（原書名：阿草的歷史故事）
- 《從生活學數學》（原書名：阿草的數學聖杯）
- 《從天文地理學數學》（原書名：阿草的數學天地）
- 《從旅遊學數學》等書。

《阿草的葫蘆》更榮獲第一屆吳大猷科學普及著作創作類銀籤獎。譯有《阿基米德寶典》。

## 外部連結
- 曹亮吉專訪[永久]